# Itylos moza
Itylos moza är en fjärilsart som beskrevs av Otto Staudinger 1894. Itylos moza ingår i släktet Itylos och familjen juvelvingar. Inga underarter finns listade i Catalogue of Life.